# シセロ・モラエス
シセロ・モラエス (ポルトガル語:Cicero Moraes、1982年11月13日 - ) は、法医学の復顔や、人や動物の補綴の設計やモデル化を行うブラジル出身の3Dデザイナー。ペルー犯罪法医学・法歯科学会名誉会員。マットグロッソ州名誉市民。
聖パドヴァのアントニオ、ウァレンティヌス、バンパイア・オブ・チェラコーヴィツェ、シパン王墓、ナハロンの女性など、宗教上および歴史上の人物の顔を数多く復顔している。
また獣医学の分野では、犬の歯、ガチョウ・オオハシ・コンゴウインコの嘴、リクガメの甲羅の補綴をデジタル処理で設計・モデル化して、体の部位を失った多くの動物を救った。
考古学の分野では、パドヴァ大学博物館の人類進化に関わる展示会「FACCE-i molti volti della storia umana」で27体の復顔や、上記の歴史上の人物の復顔を行っている。